# Jon Belaustegui
Jon Belaustegui Ruano (San Sebastián, 19 marzo 1979) è un ex pallamanista spagnolo di origine basca.

## Palmarès
- Giochi olimpici

Pechino 2008: bronzo.
- Europei

Svizzera 2006: argento.
- Giochi del Mediterraneo

Almeria 2005: oro.